# Stazione meteorologica di Romagnano Sesia
La stazione meteorologica di Romagnano Sesia è la stazione meteorologica di riferimento relativa alla località di Romagnano Sesia.

## Coordinate geografiche
La stazione meteorologica si trova nell'Italia nord-occidentale, in Piemonte, in provincia di Novara, nel comune di Romagnano Sesia, a 266 metri s.l.m. e alle coordinate geografiche 45°38′N 8°22′E.

## Dati climatologici
In base alla media trentennale di riferimento 1961-1990, la temperatura media del mese più freddo, gennaio, si attesta a +2,2 °C; quella del mese più caldo, luglio, è di +22,7 °C .
| Romagnano Sesia    | Mesi | Mesi | Mesi | Mesi | Mesi | Mesi | Mesi | Mesi | Mesi | Mesi | Mesi | Mesi | Stagioni | Stagioni | Stagioni | Stagioni | Anno |
| Romagnano Sesia    | Gen  | Feb  | Mar  | Apr  | Mag  | Giu  | Lug  | Ago  | Set  | Ott  | Nov  | Dic  | Inv      | Pri      | Est      | Aut      | Anno |
| ------------------ | ---- | ---- | ---- | ---- | ---- | ---- | ---- | ---- | ---- | ---- | ---- | ---- | -------- | -------- | -------- | -------- | ---- |
| T. max. media (°C) | 6,0  | 7,9  | 12,6 | 17,3 | 22,0 | 25,8 | 28,6 | 27,5 | 23,6 | 17,2 | 11,1 | 7,2  | 7,0      | 17,3     | 27,3     | 17,3     | 17,2 |
| T. min. media (°C) | −1,6 | −0,3 | 3,4  | 7,4  | 11,0 | 14,6 | 16,8 | 16,3 | 13,9 | 8,9  | 4,1  | 0,2  | −0,6     | 7,3      | 15,9     | 9,0      | 7,9  |